# Neophaedimus auzouxi
Neophaedimus auzouxi är en skalbaggsart som beskrevs av Lucas 1870. Neophaedimus auzouxi ingår i släktet Neophaedimus och familjen Cetoniidae. Inga underarter finns listade i Catalogue of Life.